# 查爾斯頓鎮區 (密歇根州卡拉馬祖縣)
查爾斯頓鎮區（英語：Charleston Township）是位於美國密歇根州卡拉馬祖縣的一個行政鎮區。

## 地方資料
查爾斯頓鎮區的面積為92.10平方千米，當中陸地面積為90.10平方千米，而水域面積為2.00平方千米。根據2020年美國人口普查的數據，當地共有人口1904人，而人口密度為每平方千米20.67人。